# コープ・ヒンメルブラウ

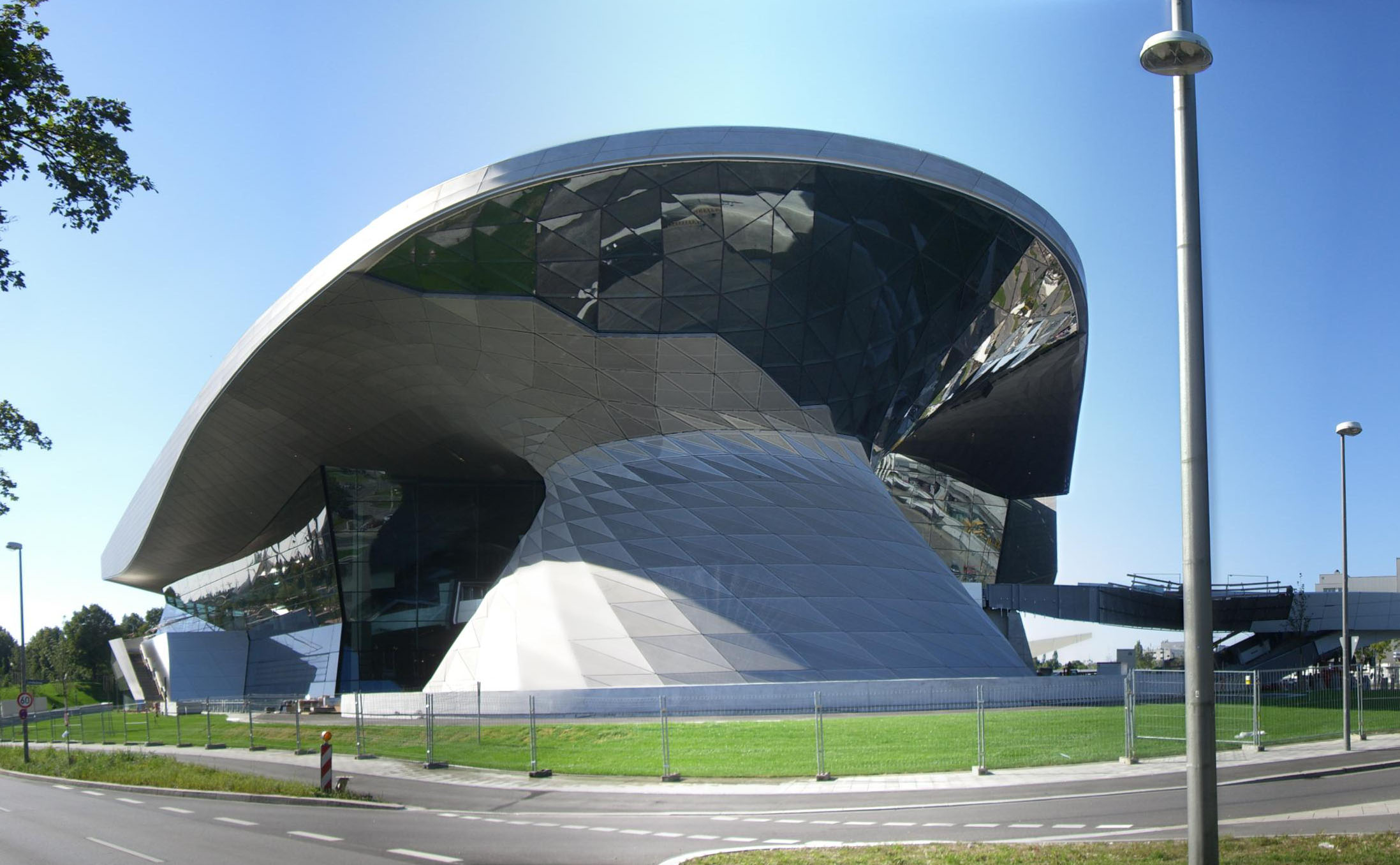
BMWウェルト

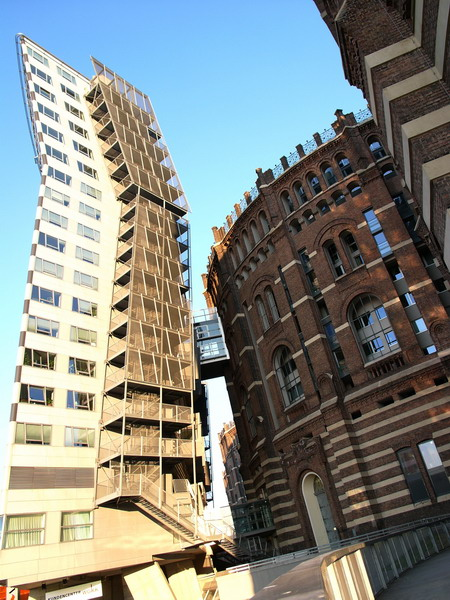
ウィーンガスタンク

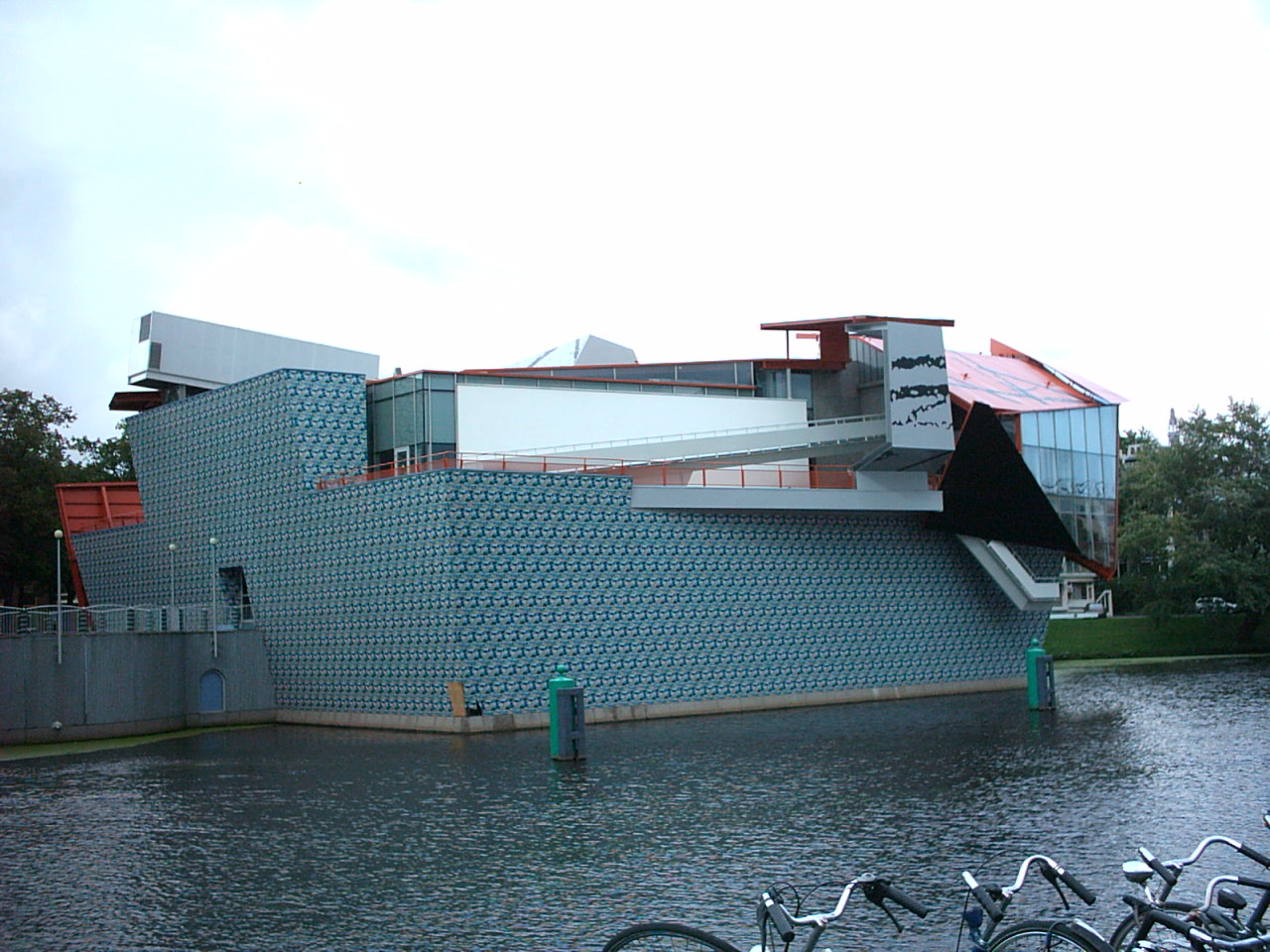
フローニンゲン美術館

コープ・ヒンメルブラウ（英称 COOP HIMMELB(L)AU）はヴォルフ・プリックス（Wolf Prix, 1942年-）、ヘルムート・シュヴィツィンスキー（Helmut Swiczinsky, 1944年-）、マイケル・ホルツァー(Michael Holzer)によって1968年にオーストリアのウィーンに設立された建築設計事務所。しかし、1971年にマイケル・ホルツァーが事務所を退所する。その後、1998年にカルフォルニア州ロサンゼルス、2000年にメキシコのグアダラハラに事務所を設立した。
ヴォルフ・プリックスは1942年にオーストリアのウィーンに生まれ、ウィーン工科大学、アメリカの南カルフォルニア建築大学（SCI-Arc）、ロンドンの英国建築協会付属建築専門大学（通称AAスクール）で建築を、ヘムルート・シュヴィツィンスキーは1944年にポーランドのポズナンに生まれ、ウィーン工科大学とAAスクールで建築を学んでいる。
名称のヒンメルブラウはドイツ語で「青い空」を意味し、「建築を雲のように浮遊し、変幻するものにする」という思想を持っている。実際にBMWウェルトなど、彼らの作品には「雲」をメタファーしたと思われるものが多く見られ、鋭角や鈍角という非直角や曲線などの不定形の形態を好んでを用いる。彼らは1988年のニューヨーク近代美術館でフィリップ・ジョンソン監修のもと開催された『脱構築主義者の建築』にピーター・アイゼンマン、ザハ・ハディッド、フランク・ゲーリー、ダニエル・リベスキンドらと共に取り上げられ、一躍有名となった。また自らも脱構築主義建築であることを認めている。

## 作品
作品名（場所、竣工年）
- ファンケシュトラーセの屋上改装（ウィーン、オーストリア、1988）
- フローニンゲン美術館（フローニンゲン、オランダ、1994）
- UFAシネマセンター（ドレスデン、ドイツ、1998）
- ウィーンガスタンク（ウィーン、オーストリア、2001）
- ミュンヘン美術院（ミュンヘン、ドイツ、2005）
- アクロン美術館（オハイオ州、アメリカ、2006）
- BMWヴェルト（ミュンヘン、ドイツ、2006）
- コンフリュアンス博物館（リヨン、フランス、2007）
- 映画の殿堂（釜山、韓国、2011）
- 欧州中央銀行本店（フランクフルト、ドイツ、2014）
- オールボーの音楽の家（デンマーク、建設中）

## コープ・ヒンメルブラウ出身の建築家
- 阿部仁史。阿部仁史アトリエ主宰
- 渡邊詞男。メタボルテックスアーキテクツ代表